# Molise vasútállomásainak listája

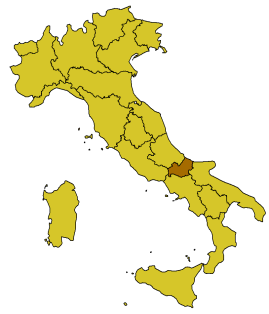
Molise elhelyezkedése Olaszországban

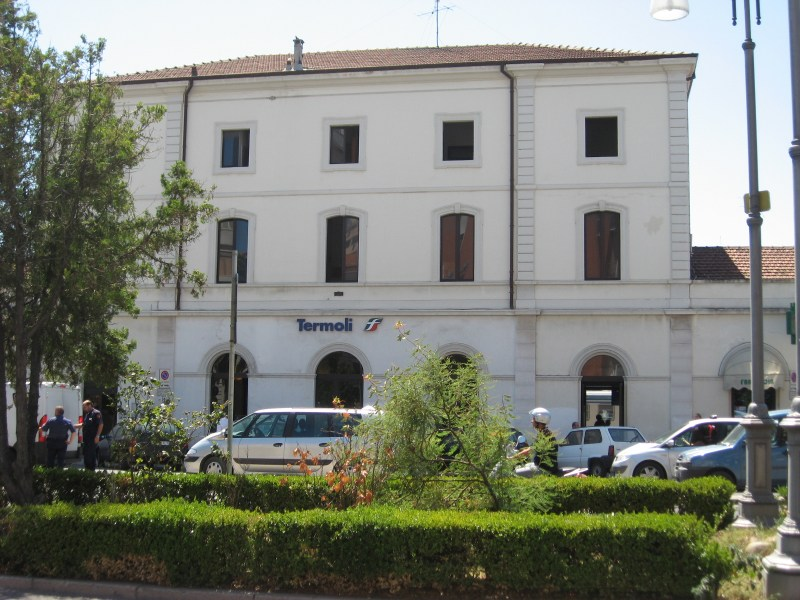
Stazione di Termoli

Ez a lista az olasz Molise régió vasútállomásait sorolja fel ábécé sorrendben.

## A lista
| Állomás neve                                        | Cím                         | Közigazgatási egység  | Megye | Hálózat       | Kategória |
| --------------------------------------------------- | --------------------------- | --------------------- | ----- | ------------- | --------- |
| Stazione di Baranello                               | Contrada Gaudo              | Baranello             | CB    | RFI           | bronz     |
| Stazione di Boiano                                  | Corso Amatuzio 156          | Bojano                | CB    | RFI           | bronz     |
| Stazione di Bonefro-Santa Croce                     | Via S. Vito                 | Bonefro               | CB    | RFI           | bronz     |
| Stazione di Campobasso                              | Piazza Cuoco                | Campobasso            | CB    | Centostazioni | ezüst     |
| Stazione di Campolieto-Monacilioni                  | Viale Stazione              | Campolieto            | CB    | RFI           | bronz     |
| Stazione di Campomarino                             | Via della Stazione          | Campomarino           | CB    | RFI           | bronz     |
| Stazione di Carpinone                               | Via Scalo FS                | Carpinone             | IS    | RFI           | bronz     |
| Stazione di Casacalenda-Guardialfiera               | Viale Stazione              | Casacalenda           | CB    | RFI           | bronz     |
| Stazione di Isernia                                 | Piazza della Repubblica     | Isernia               | IS    | RFI           | ezüst     |
| Stazione di Larino                                  | Via Romano                  | Larino                | CB    | RFI           | bronz     |
| Stazione di Matrice-Montagano-San Giovanni in Galdo | Via Scalo ferroViario       | Matrice               | CB    | RFI           | bronz     |
| Stazione di Montenero-Petacciato                    | Strada Statale 16 km 428    | Montenero di Bisaccia | CB    | RFI           | bronz     |
| Stazione di Ripabottoni-Sant'Elia                   | Contrada Cerro              | Ripabottoni           | CB    | RFI           | bronz     |
| Stazione di Rocca Ravindola                         | Via Donatello               | Roccaravindola        | IS    | RFI           | bronz     |
| Stazione di S.Agapito-Longano                       | Largo Regioni 10            | Sant’Agapito          | IS    | RFI           | bronz     |
| Stazione di Sesto Campano                           | Via Liguria                 | Sesto Campano         | IS    | RFI           | bronz     |
| Stazione di Termoli                                 | Piazza Garibaldi            | Termoli               | CB    | Centostazioni | arany     |
| Stazione di Venafro                                 | Viale Vittorio Emanuele III | Venafro               | IS    | RFI           | ezüst     |
| Stazione di Vinchiaturo                             | Contrada Monteverde         | Vinchiaturo           | CB    | RFI           | bronz     |